# Ultima fiamma
Ultima fiamma (La última falla) è un film del 1940 diretto da Benito Perojo.

## Trama
Don Carlos Soler è un ricco uomo d'affari di Buenos Aires di origine spagnola, proprietario di un grande magazzino che, ha come vicedirettore il suo figlioccio Julio Romero ma lo vorrebbe a capo dell'azienda.